# Availles-sur-Seiche
Availles-sur-Seiche ist eine Gemeinde in der Bretagne in Frankreich. Sie gehört zum Département Ille-et-Vilaine, zum Arrondissement Fougères-Vitré und zum Kanton La Guerche-de-Bretagne. Sie wird vom Fluss Seiche tangiert und grenzt im Nordwesten und im Norden an Moutiers,  im Nordosten an Gennes-sur-Seiche, im Osten an Cuillé, im Südosten an La Selle-Guerchaise, im Süden an Rannée und im Südwesten an La Guerche-de-Bretagne.
Die Bewohner nennen sich Availlais.

## Bevölkerungsentwicklung
| Jahr      | 1962 | 1968 | 1975 | 1982 | 1990 | 1999 | 2008 | 2013 |
| --------- | ---- | ---- | ---- | ---- | ---- | ---- | ---- | ---- |
| Einwohner | 507  | 475  | 448  | 433  | 425  | 512  | 685  | 689  |

## Sehenswürdigkeiten

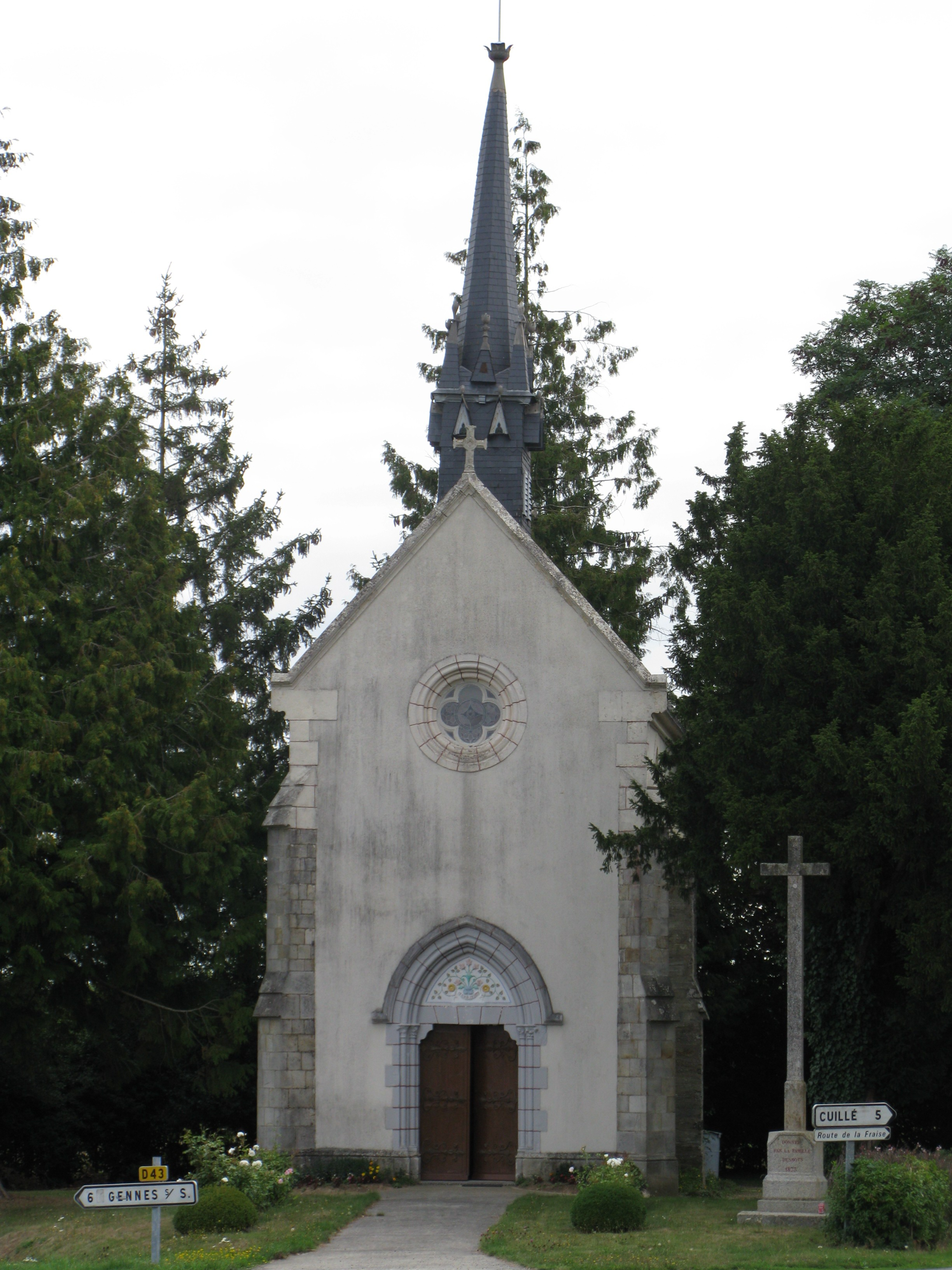
Kapelle Saint-Joseph
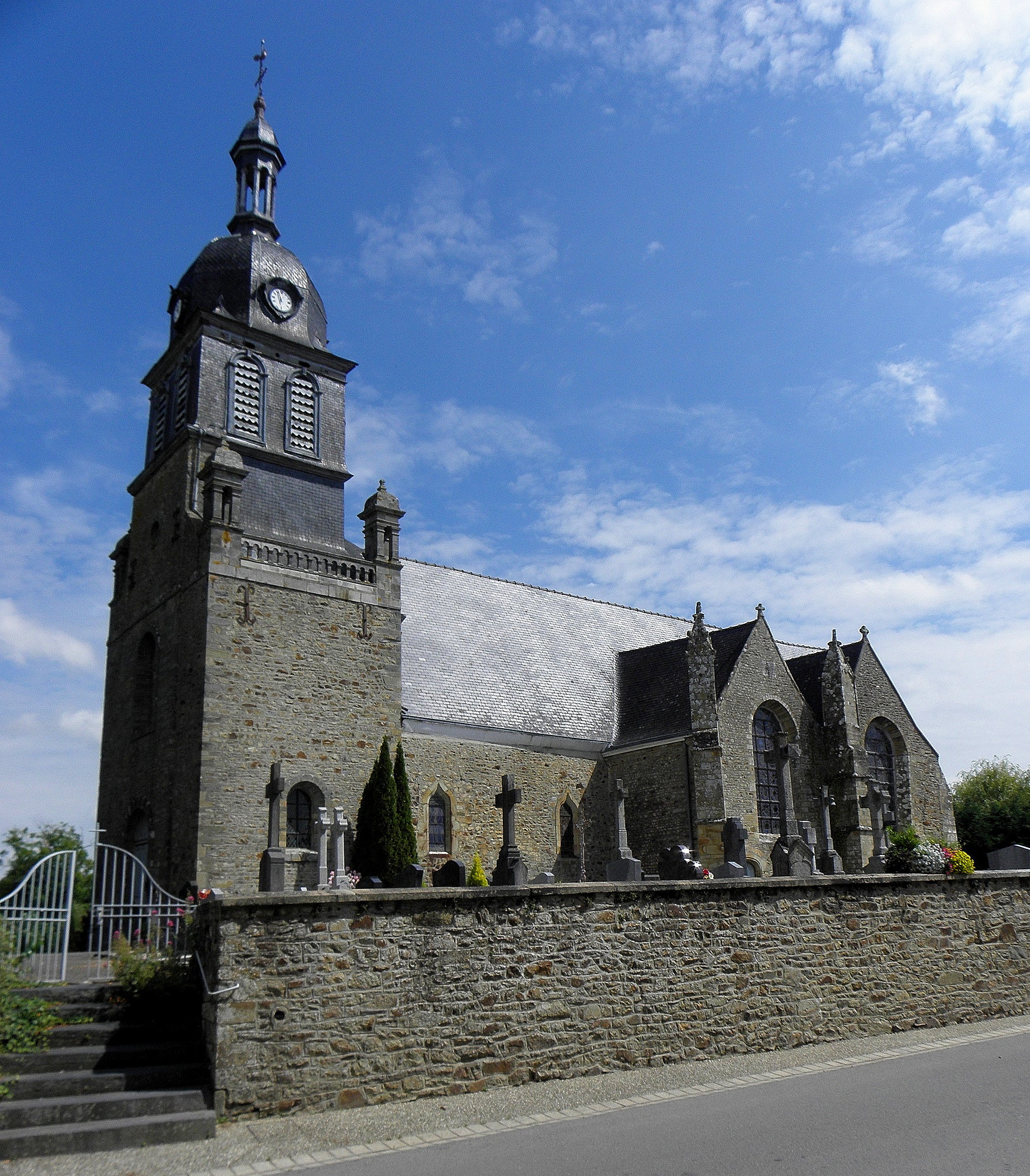
Kirche St-Pierre

- Kapelle Saint-Joseph
- Kirche Saint-Pierre